# شريف الخضرا
شريف الخضرا (1917- 1983) فنان تشكيلي فلسطيني، وُلِد في مدينة صفد، وأنهى تعليمه الإبتدائي والثانوي فيها، ثم درس فن التصوير في مدرسة الصناعات الزخرفية ومعهد ليوناردو دافنشي في القاهرة وتخرج عام 1938.

## عمله
عاد شريف الخضرا إلى القدس بعد تخرجه وافتتح متجرًا وعمل في اليافطات والإعلانات، حتى وقعت النكبة فَهُجِّر من فلسطين بعد فقدانه منزله ودكانه وبقي مصير أعماله الفنية في الوطن مجهولاً.
ثم هاجر إلى سوريا وعمل مدرساً للتربية الفنية في السويداء السورية. ثم غادر إلى الكويت عام 1952 حيث كان من رواد الحركة التشكيلية الفلسطينية فعمل مدرساً للتربية الفنية، ومارس الفن مع العديد من التشكيليين الفلسطينيين من بينهم: داود الجاعوني، الأشقاء عمر وجمال وأمين شموط، شفيق رضوان، إسماعيل شموط وغيرهم.
ثم انتقل إلى دمشق في أوائل الثمانينيات وتوفي هناك.